# Lemmingen
Lemmingen (of lemmings) zijn een informele groep binnen de onderfamilie woelmuizen (Arvicolinae) die bestaat uit de geslachten echte lemmingen (Lemmus), Mictomys, Synaptomys, boslemming (Myopus), Eolagurus, steppelemming (Lagurus) en halsbandlemmingen (Dicrostonyx). Daarnaast zijn er nog de fossiele geslachten Predicrostonyx en Plioctomys. De meeste lemmingen behoren tot de geslachtengroep Lemmini, maar de halsbandlemmingen en Predicrostonyx horen bij de Dicrostonychini. Ze komen vooral voor in het hoge noorden op toendra's en op het open veld.
De lemming staat erom bekend dat de grootte van hun populatie in verschillende jaren sterk kan fluctueren. De populatie van predatoren die vooral van lemmingen leeft (zoals de sneeuwuil), wisselt dan weer met de lemming-bevolkingsdichtheid: in een goed lemmingjaar krijgen ze veel kroost, het jaar daarop zijn er veel roofdieren en weinig lemmingen, zodat er minder roofdieren komen en de lemmingen weer kunnen toenemen in aantal. Wanneer er (te) veel dieren zijn, zet een vaak massale migratie in.

## Volksverhalen
De massale trek spreekt zo tot de verbeelding dat er allerlei volksverhalen over zijn ontstaan. Zo zou de lemmingtrek niet te stoppen zijn en zelfs geen halt houden aan zee. De dieren zouden aan de kust en masse verdrinken.
De Disney-organisatie gaf op de basis van deze verhalen aandacht aan de lemming in de natuurfilm White Wilderness uit 1958 over het leven in het hoge noorden. In de film is te zien hoe lemmingen in grote aantallen van een klif vallen. Het hele gebeuren was door de makers echter in scène gezet buiten weten om van Walt Disney. Buiten beeld duwde men de beestjes over de rotswand heen. In 1961 gebruikte Marten Toonder in Tom Poes en het Lemland het broodje aapverhaal over lemmingen die massaal in zee verdwenen.
De sage heeft ook doorgewerkt in het dagelijks spraakgebruik. Het scheldwoord 'lemming' slaat op iemand die zonder nadenken met de groep meeloopt, wat de gevolgen ook mogen zijn. De Lemmings-computerspellen zijn ook gebaseerd op dit vermeende gedrag: men moet lemmingen redden die anders hun ondergang tegemoet lopen.

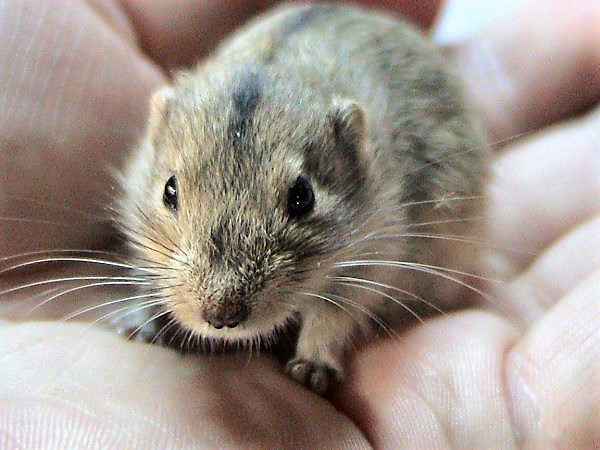
steppelemming (Lagurus lagurus)
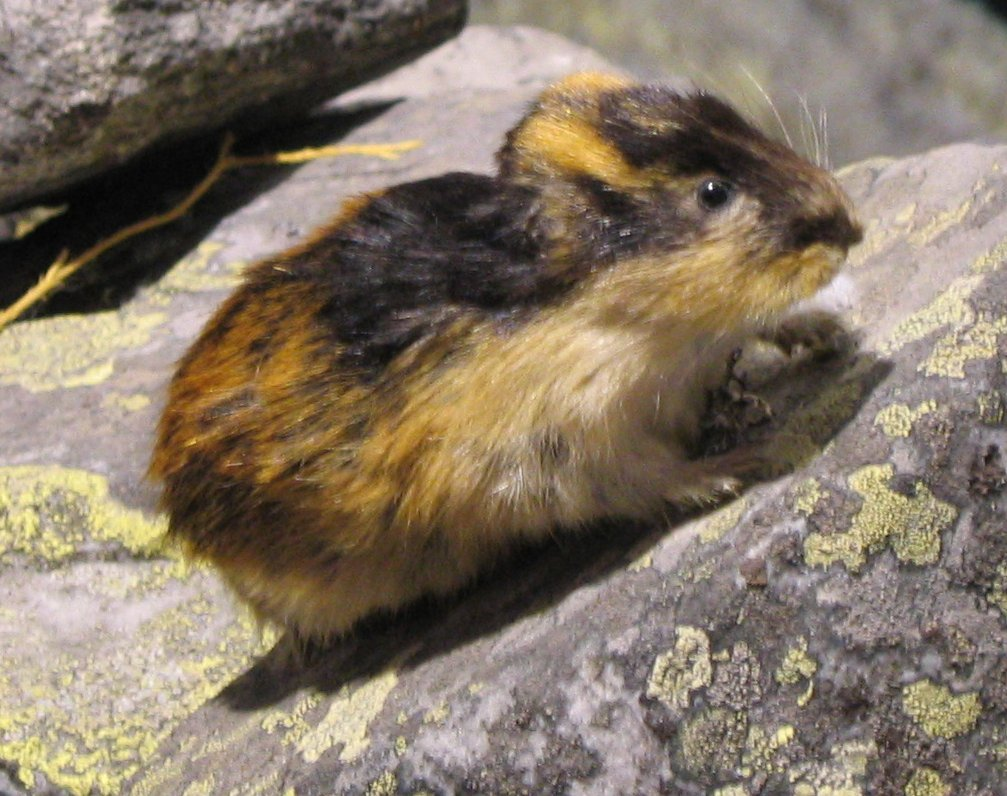
berglemming (Lemmus lemmus)